# Lambert–Beer-törvény
A Lambert–Beer-törvény (nevezik Bouguer–Lambert–Beer-törvénynek  is, de az irodalomban megtalálható a három név szinte minden variációja) egy optikai tapasztalati összefüggés, amely a fény abszorpciója és azon közeg tulajdonságai között teremt kapcsolatot, melyben a fény terjed.

## Egyenletek
A törvény szerint exponenciális összefüggés van a T transzmittancia (az anyagon áteső fény hányada) illetve az anyag α abszorpciós együtthatójának és a fény által az anyagban megtett ℓ távolságnak (a fényút hosszának) a szorzata között. Az abszorpciós együttható felírható az elnyelő közeg ε moláris abszorpciós együtthatójának és az abszorbeáló részecskék c koncentrációjának szorzataként, vagy mint az abszorbens σ abszorpciós keresztmetszetének és N (részecske)sűrűségének szorzata.
Folyadékokra ezeket az összefüggéseket többnyire az alábbi alakban alkalmazzák:
{\displaystyle T={I \over I_{0}}=10^{-\alpha \,\ell }=10^{-\varepsilon \ell c}}
míg gázokra – különösen a fizikában, valamint a spektroszkópiában és spektrometriában – általában a következő formában használatos:
{\displaystyle T={I \over I_{0}}=e^{-\alpha '\,l}=e^{-\sigma \ell N}}
ahol {\displaystyle I_{0}\,} és {\displaystyle I\,} rendre a beeső, illetve az anyagon áthaladt fény intenzitása vagy energiája.
Az abszorpciós tényező és a transzmissziós tényező közötti kapcsolat:
{\displaystyle A=-\log _{10}\left({\frac {I}{I_{0}}}\right)=-\log _{10}T,}
melyet gázokra többnyire az alábbi módon definiálnak:
{\displaystyle A'=-\ln \left({\frac {I}{I_{0}}}\right)}
A fentiek alapján az abszorpciós tényező és a koncentráció között egyenes arányosság van:
{\displaystyle A=\varepsilon \ell c=\alpha \ell \,}
és
{\displaystyle A'=\sigma \ell N=\alpha '\ell \,}
Vagyis ha ismert az optikai úthossz és a moláris abszorpciós tényező (vagy abszorpciós keresztmetszet), továbbá mérjük az abszorpciót, akkor az anyag koncentrációja (részecskesűrűsége) meghatározható.
Habár a fenti kifejezések közül többre is mint Lambert–Beer-törvényre hivatkoznak, szigorúan véve csak az utolsó kettőt tekinthetjük annak. Történetileg ugyanis a Lambert-törvény szerint az abszorpció arányos az úthosszal, míg a Beer-törvény szerint az abszorpció arányos az abszorbeáló anyag koncentrációjával.
Ha a koncentrációt móltörtben, azaz dimenzió nélküli egységben fejezzük ki, akkor a moláris abszorpciós tényező (ε) dimenziója ugyanaz lesz, mint az abszorpciós tényezőé, azaz reciprok hosszúság (pl. cm–1). Amennyiben a koncentráció mol/térfogat egységben van megadva, akkor a(z ε) moláris abszorpciós tényező mértékegysége dm3·mol–1·cm–1, vagy a térfogatokkal egyszerűsítve néha mol–1·cm2.
Az elektromágneses hullámok abszorpciójának egyik leírási módja az α' abszorpciós együttható.  α' kifejezhető például a törésmutató κ képzetes része és a fény (vákuumban mért) λ0 hullámhossza segítségével:
{\displaystyle \alpha '={\frac {4\pi \kappa }{\lambda _{0}}}}
Az abszorpciós molekula spektroszkópiában a σ abszorpciós keresztmetszetet az S vonalerősség és a (területre normalizált) Φ vonalalakfüggvény formájában fejezik ki. A molekula spektroszkópiában a frekvencia skálát gyakran cm–1-ben adják meg, a vonalalakfüggvényt pedig 1/cm–1 egységben fejezik ki, ami első látásra furcsának tűnik, bár szigorúan véve helyes. Mivel N 1/cm3 egységben megadott részecskesűrűség, a vonalerősséget gyakran cm2cm–1/molekula egységben fejezik ki. Kisebb molekulák, mint pl. a CO vagy CO2 1,5 μm körüli vonalának rezgési felharmonikus sávja esetén a tipikus vonalerősség kb. 10–23 cm2cm–1, bár az intenzív átmenettel rendelkező vegyületekben – például az acetilénben (C2H2) – nagyobb is lehet. A nagy adatbázisokban, pl. a HITRAN-ban számos átmenet vonalerőssége megtalálható. Kis nyomáson, amikor az átmenet Doppler-kiszélesedést mutat, a vonalalakfüggvény értéke többnyire néhány 1/cm–1, legfeljebb 10/cm–1 körüli, míg atmoszferikus nyomáson – amikor az ütközési kiszélesedés a meghatározó – ennél kisebb. Szokásossá vált a vonalerősséget cm–2/atm egységben kifejezni, mivel így a koncentráció atm nyomásegységben adható meg. A tipikus vonalerősség ilyenkor általában 10–3 cm–2/atm nagyságrendbe esik. Ilyen feltételek mellett egy adott módszer kimutatási képességét többnyire ppm·m egységben közlik.
Mivel az abszorpciós tényezőnek két definíciója is van (10-es vagy e alapú logaritmussal), ezért gázok esetén az A' és az α' abszorpciós tényező ln 10-szer (kb. 2,3-szor) nagyobb, mint a folyadékok megfelelő A és α értékei. Az adatok értékelésénél emiatt figyelni kell arra, hogy a törvény megfelelő formáját használjuk.
Nagyon nagy koncentrációk esetén a törvény már nem pontos, különösen akkor, ha az anyag erősen szórja a fényt. Rendkívül intenzív fény alkalmazásakor a nemlineáris optikai folyamatok is okozhatnak eltéréseket.

## Levezetés
Tegyük fel, hogy a részecskék leírhatók úgy, hogy az oldaton áthaladó fény útjára merőleges σ abszorpciós keresztmetszettel (azaz területtel) rendelkeznek, oly módon, hogy a foton elnyelődik, ha nekimegy a részecskének, és továbbhalad, ha nem találja el.
Legyen z a fény fotonjainak haladási irányával párhuzamos tengely, A és dz pedig annak a 3 dimenziós térrésznek a felülete és (z tengely menti) vastagsága, amelyen a fény áthalad.
Feltételezzük, hogy dz elegendően kicsi ahhoz, hogy az ebben a térrészben levő részecske a z tengely irányából nézve ne takarjon el más részecskéket. A részecskék számát jelölje N.
Ebből következik, hogy az ebben a térrészben elnyelődő fotonok aránya megegyezik az itt található részecskék σ A N dz átlátszatlan felületének és a térrész A felületének hányadosával, azaz σ N dz-vel. Az elnyelt fotonok számát dIz-vel, a térrészbe eső összes foton mennyiségét Iz-vel jelölve, az elnyelt fotonok arányára felírható, hogy:
{\displaystyle {\frac {dI_{z}}{I_{z}}}=-\sigma N\,dz.}
Ennek az egyszerű differenciálegyenletnek a megoldásához mindkét oldalt integráljuk, így z függvényében megkapjuk Iz-t:
{\displaystyle \ln(I_{z})=-\sigma Nz+C.\,}
A fényintenzitás különbsége valós ℓ vastagságú réteg esetén z = 0-nál I0, z = ℓ-nél Iℓ. A fenti egyenletbe behelyettesítve az intenzitások különbsége:
{\displaystyle \ln(I_{0})-\ln(I_{\ell })=(-\sigma 0N+C)-(-\sigma \,\ell \,N\,+C)=\sigma \,\ell \,N\,}
átrendezve és exponenciális formára hozva:
{\displaystyle \ T={\frac {I_{\ell }}{I_{0}}}=e^{-\sigma \,\ell \,N}=e^{-\alpha '\,\ell }.}
Ez alapján
{\displaystyle A'=-\ln \left({\frac {I_{\ell }}{I_{0}}}\right)=\alpha '\,\ell \,=\sigma \,\ell \,N\,}
és
{\displaystyle A=-\log _{10}\left({\frac {I_{\ell }}{I_{0}}}\right)={\frac {\alpha '\ell }{2,30}}=\alpha \ell =\varepsilon \ell c\,}
Tanulságos átgondolni a fenti levezetésben tett egyik implicit feltételezésből adódó hiba következményeit, nevezetesen azt, hogy minden abszorbeáló részecske egymástól függetlenül lép kölcsönhatásba a fénnyel. Ez nem teljesül, ha a részecskék hatnak egymásra, mert ugyanazon fényútban helyezkednek el, és némelyik részecske mások árnyékában található. Az eredeti feltételezés csak nagyon híg oldatok esetén teljesül megfelelő pontossággal, a koncentráció vagy a rétegvastagság növelésével egyre nagyobb lesz az eltérés.
A gyakorlatban a feltételezés pontossága 1-es abszorpciós tényezőig ({\displaystyle {I}/{I_{0}}=0,1)} nagyobb, mint a legtöbb spektroszkópiai berendezéssel elérhető pontosság, és az ebben a tartományban mért abszorpció és a fényelnyelő anyag oldatbeli koncentrációja között jó közelítéssel lineáris kapcsolat van. Nagyobb abszorpciónál a koncentrációt – a fent leírt árnyékolási hatás miatt – alulbecsüljük. Ez kiküszöbölhető, ha az abszorpciós együttható és a koncentráció között nem lineáris összefüggést használunk.

## Előfeltételek
A Beer-törvény érvényességéhez legalább öt feltételnek teljesülnie kell. Ezek a következők:
1. Az abszorbeáló részecskéknek egymástól függetleneknek kell lenniük;
2. Az abszorbeáló közeg eloszlásának egyenletesnek kell lennie a vizsgált térfogatban, és nem szórhatja a fényt;
3. A beeső fénynek párhuzamos sugarakból kell állnia, és minden sugárnak ugyanakkora utat kell megtennie az elnyelő közegben;
4. A beeső fénynek lehetőleg monokromatikusnak, vagy legalábbis sokkal kisebb sávszélességűnek kell lennie, mint amekkora az abszorpciós átmenet sávszélessége; és
5. A beeső fényáram nem hathat az atomokra vagy molekulákra, a vizsgálandó részecskének csak a változást nem okozó kimutatására lehet képes. A fény különösen nem okozhat optikai telítést vagy pumpálást, mivel ezek a hatások csökkentik az alacsonyabb energiaszintű állapot betöltöttségét és indukált emissziót eredményezhetnek.

Amennyiben a fenti feltételek nem teljesülnek, akkor eltérést fogunk tapasztalni a Lambert–Beer-törvénytől.

## Kémiai analízis
A Beer-törvény felhasználásával anélkül lehet elegyeket spektrofotometriásan vizsgálni, hogy bonyolultabb mintaelőkészítésre lenne szükség. Ilyen alkalmazás például a bilirubin meghatározása a vérplazmában. A tiszta bilirubin spektruma és így a moláris abszorpciós tényezője is ismert. Az egyik mérést olyan hullámhosszon végezzük, amely csaknem egyedi a bilirubinra nézve, és egy másik hullámhosszon kapott eredmény segítségével figyelembe tudjuk venni az esetleges zavaró hatásokat. A koncentráció az alábbiak szerint számítható: c = Akorrigált / ε.
Összetettebb példaként tekintsünk egy két komponenst tartalmazó oldatot, melyek koncentrációja c1 és c2. Egységnyi rétegvastagság esetén az abszorpció tetszőleges λ hullámhosszra:
{\displaystyle A(\lambda )=c_{1}\varepsilon _{1}(\lambda )+c_{2}\varepsilon _{2}(\lambda )}
Következésképp ha két hullámhosszon végzünk mérést, akkor két egyenletet kapunk két ismeretlennel, melyekből a c1 és c2 koncentrációk kiszámolhatók, ha a két komponens ε1 és ε2 moláris abszorpciós tényezőjét mindkét hullámhosszon ismerjük. A gyakorlatban érdemesebb a két koncentrációt több hullámhosszon végzett mérésből meghatározni a legkisebb négyzetek módszerével. Kettőnél több komponensű rendszerek is hasonlóan vizsgálhatók legalább n hullámhosszon végzett mérés segítségével, ahol n az elegy komponenseinek száma.

## Lambert–Beer-törvény az atmoszférában
A törvény alkalmazható a Napból vagy csillagokból érkező sugárzás légkörben történő gyengülésének leírására. Ebben az esetben a sugárzás szóródása és abszorpciója is bekövetkezik. A Lambert–Beer-törvényt az atmoszférára általában a következőképpen írják fel:
{\displaystyle I=I_{0}\,\exp(-m(\tau _{a}+\tau _{g}+\tau _{\rm {NO_{2}}}+\tau _{w}+\tau _{\rm {O_{3}}}+\tau _{r})),}
ahol a {\displaystyle \tau _{x}} tagok optikai vastagságot jelölnek, melynek alsó indexe azonosítja az abszorpció vagy szórás forrását:
- {\displaystyle a} az (abszorpciót és szóródást okozó) aeroszolokra utal

- {\displaystyle g} az egyenletes eloszlású gázok (főként szén-dioxid ({\displaystyle \mathrm {CO} _{2}}) és molekuláris oxigén ({\displaystyle \mathrm {O} _{2}}), melyek csak abszorbeálnak)

- {\displaystyle \mathrm {NO} _{2}} nitrogén-dioxid, főként a városi légszennyezés miatt (csak abszorbeál)

- {\displaystyle w} a vízgőz abszorpciója

- {\displaystyle \mathrm {O} _{3}} az ózon hozzájárulása (csak abszorpció lép fel)

- {\displaystyle r} a molekuláris oxigén ({\displaystyle \mathrm {O} _{2}}) és nitrogén ({\displaystyle \mathrm {N} _{2}}) által okozott Rayleigh-szórás (ez okozza az ég kék színét).

{\displaystyle m} az optikai tömeg vagy légtömeg tényező, mely (kis és közepes θ érték esetén) közelítőleg egyenlő {\displaystyle 1/\cos(\theta )}-val, ahol θ a megfigyelt objektum zenitszöge (a megfigyelőhelyen a Föld felszínére állított merőlegessel bezárt szöge).
Ez az egyenlet felhasználható az aeroszolok {\displaystyle \tau _{a}} optikai vastagságának meghatározására, mely a műholdképek korrekciójához szükséges, de az aeroszoloknak a klíma alakításában játszott szerepének megértéséhez is fontos.
Megjegyzendő, hogy amennyiben a fény útja az atmoszférán keresztül vezet, az abszorbeáló gáz koncentrációja nem állandó, ezért az eredeti egyenletet az alábbiak szerint módosítani kell:
{\displaystyle T={I \over I_{0}}=e^{-\int \alpha '\,dz}=e^{-\sigma \int Ndz}}
ahol z az atmoszférában megtett út hossza, a többi szimbólum megegyezik a fent megadottakkal. Ezt a tényezőt a fenti atmoszféra egyenlet minden egyes {\displaystyle \tau _{x}} tagjában figyelembe vesszük.

## Története
A törvényt Pierre Bouguer ismerte fel 1729 előtt. Gyakran – tévesen – Johann Heinrich Lambert-nek tulajdonítják, aki 1760-as „Photometria” című könyvében Bouguer „Essai d'Optique sur la Gradation de la Lumiere” (Claude Jombert, Paris, 1729) művére hivatkozott, és idézett is belőle. Jóval később, 1852-ben August Beer kiterjesztette az exponenciális abszorpciós törvényt, hogy az abszorpciós együttható tartalmazza az oldatok koncentrációját is.

## Külső hivatkozások
- Lambert–Beer-törvény kalkulátor